# 皮安卡貝拉山
46°25′18″N 8°54′40″E / 46.42155°N 8.91124°E
皮安卡貝拉山（Pianca Bella），是瑞士的山峰，位於該國南部，由提契諾州負責管轄，屬於阿杜拉阿爾卑斯山脈的一部分，海拔高度2,165米，每年平均降雨量2,204毫米。